# Великі будови комунізму
Великі будови комунізму (рос. Великие стройки коммунизма) — термін радянської фразеології, який використовувється для позначення ряду амбітних будівельних проектів, здійснених в 1950-і роки за наказом Йосипа Сталіна.
У книзі «Гідрографія СРСР» 1952 року перераховані наступні проекти із зрошення, судноплавства, і гідроелектростанції:
- Куйбишевська ГЕС, в даний час Жигульовська ГЕС
- Сталінградська ГЕС, в даний час Волзька ГЕС, і пов'язана іригаційна мережа в Прикаспійській низовині
- Головний Туркменський канал, (незавершено) від Аму-Дар'ї до Красноводська і зрошувальних систем в районах низовини Аму-Дар'ї
- Каховська ГЕС у нижній частині Дніпра, Північно-Кримський канал, і Південно-Український канал, а також іригаційні мережі в північному Криму і півдні України
- Волго-Донський судноплавний канал, а також іригаційні мережі в навколишніх територіях
- Цимлянська ГЕС на Дону
- Тахіаташська ГЕС (побудована не була) на Аму-Дар'ї і дві ГЕС на Головному Туркменському каналі

Поштові марки СРСР серії «Великі будови комунізму»

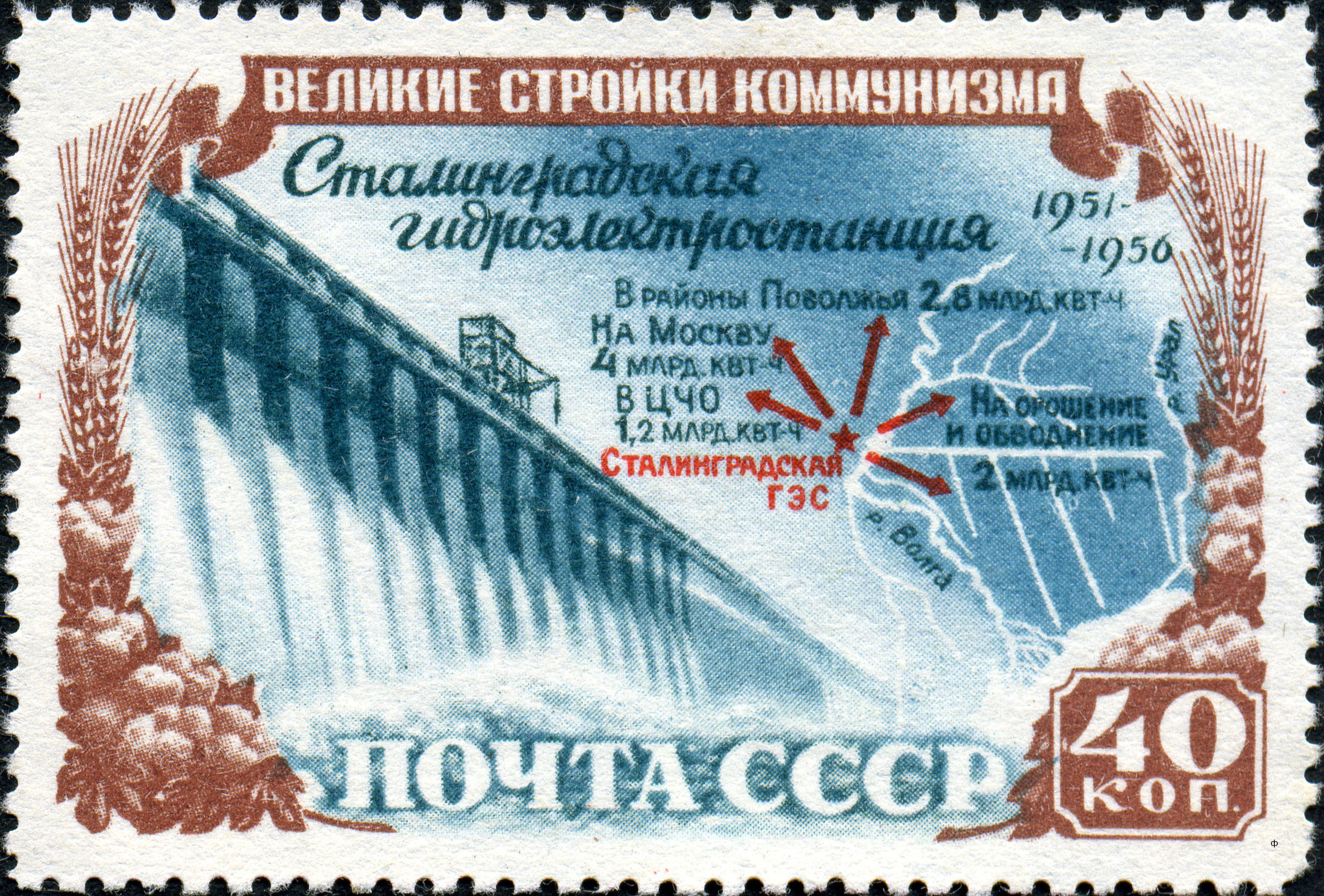
Сталінградська, нині Волзька ГЕС
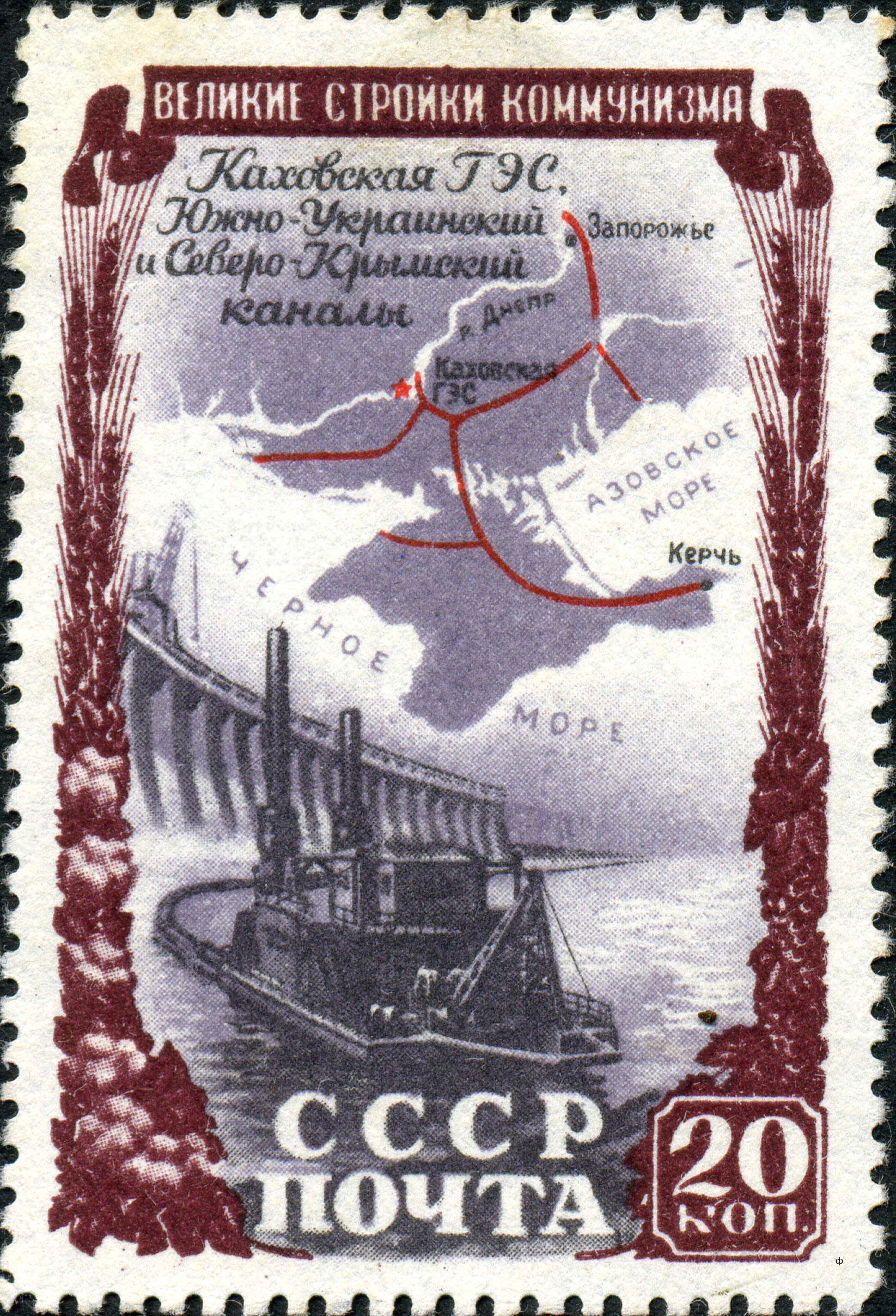
Каховська ГЕС, Каховський і Північно-Кримський канали
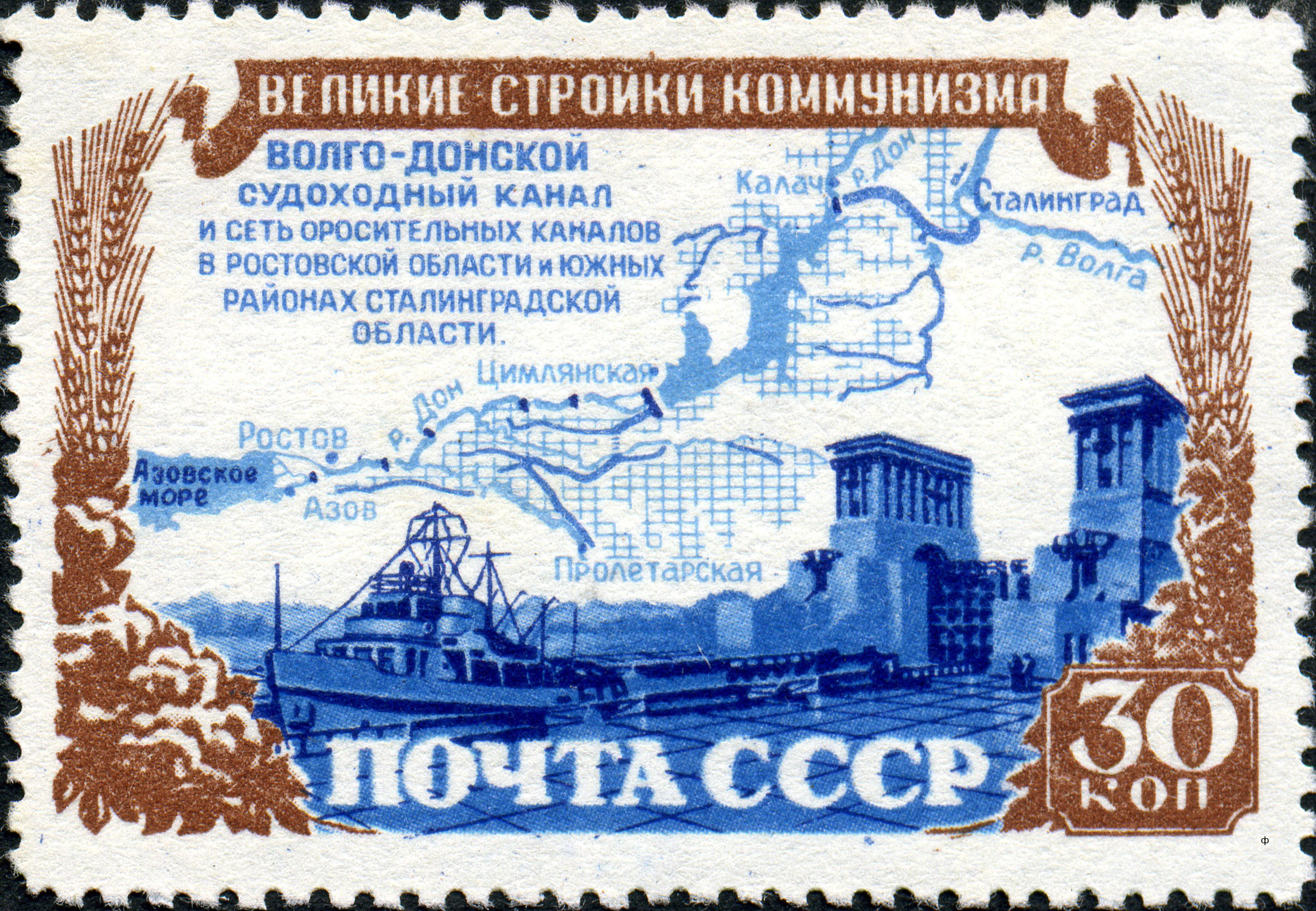
Волго-Донський канал
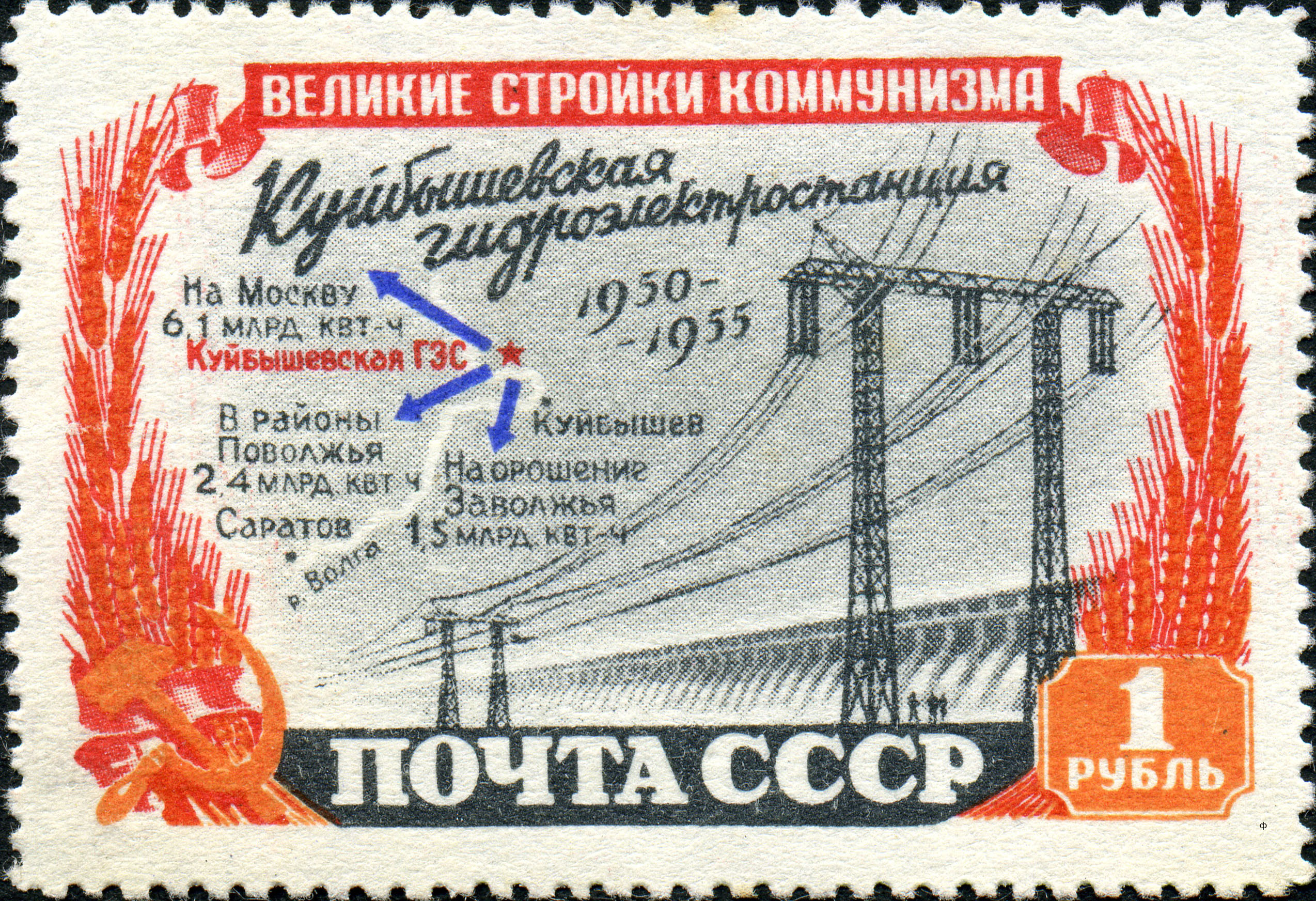
Куйбишевська, нині Жигульовська ГЕС
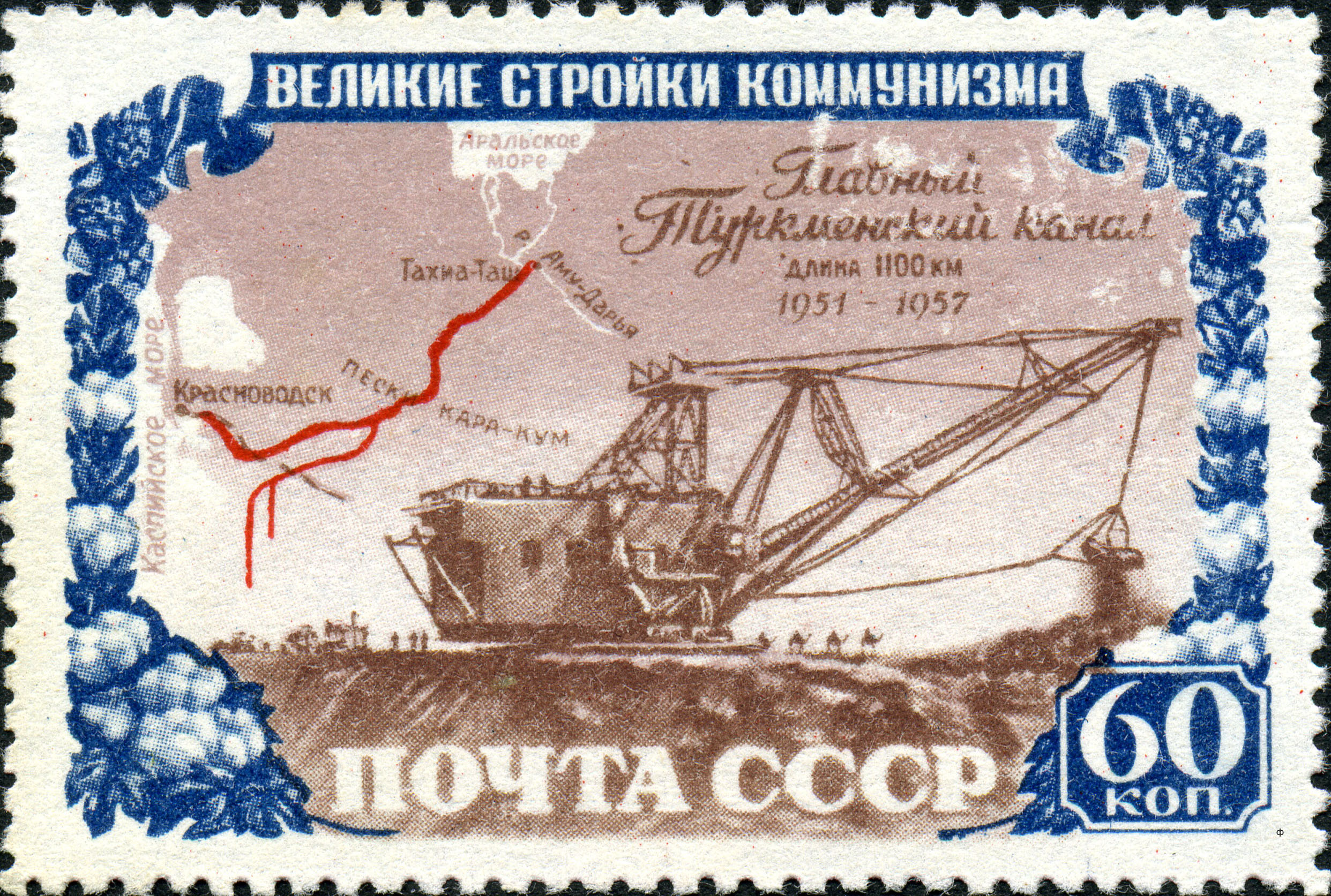
Головний Туркменський канал